# 出谷啓
出谷 啓（でたに けい、1940年〈昭和15年〉6月14日 - ）は、日本の音楽評論家。

## 略歴
大阪府豊中市出身。関西大学文学部独文科卒。
高校生から大学生の頃に、東映京都撮影所で時代劇のサウンドトラックの写譜のアルバイトに従事する。関西大学文学部独文学科を卒業後、1964年に京都の楽器・レコード店の十字屋（現JEUGIA）に入社する。1971年に退社、独立しフリーの音楽評論家となる。

## 評論の特徴
当時きわめて人気の高かった晩年のカール・ベームの演奏を、リズムの硬直した凡演と酷評した。晩年のベームを神格化するような音楽愛好家全体の雰囲気からすれば傍若無人ともいえる批評活動を行ったが、今日のベームの評価からすれば、そのスタンスはあながち的外れではなかった。ベーム評に限らず出谷は自らの感性や嗜好をもとに衣を着せぬ評論を行っており、具体的にはヴァーツラフ・ノイマンやクルト・ザンデルリングといった東欧系（当時）の演奏家には辛口の批評が多い反面、レオポルド・ストコフスキーやユージン・オーマンディなどアメリカでの活動に重きを置く演奏家を高く評価していた。また、クラシック音楽業界に蔓延する「精神主義」といった定義の判然としない見方や、権威主義を徹底的に否定しており、アウトサイダー的な表現をする演奏者を評価する傾向が大きい。
ディーリアスやエルガーなどイギリス音楽の啓蒙にも力を注ぎ、カーメン・ドラゴンやモートン・グールドなどアメリカのライト・クラシカルの紹介にも余念がない。
愛称は「でーやん」であり、関西弁によるユーモラスな筆致で批評することもあった。ただし、そのユーモラスな語り口から受ける気さくな印象とは異なり、見知らぬ者から「でーやん」と呼ばれることには憤慨するような反面もある評論家である。

## 出演番組
- ザ・シンフォニーホール（朝日放送ラジオ）[1]
- デーヤンの音楽横丁（エフエム大阪）[1]

## 著書
- 『レコードの上手な買い方』（音楽之友社、1977年）
- 『交響曲・協奏曲名盤ガイド』（誠文堂新光社、1984年）
- 『クラシックCDで聴く名曲・名盤』（日本文芸社、1990年）
- 『CDの上手な買い方・集め方 これであなたもコレクター』（音楽之友社、1992年）
- 『クラシックこの演奏家を聴け! 通がすすめる精選アーティストと名盤』（音楽之友社、1996年）
- 『CDで聴くムードミュージックとイージーリスニングのスタアたち』（芸術現代社、2002年）